# Gornja Kozica (Sanski Most)
Pour les articles homonymes, voir Gornja Kozica.
Gornja Kozica (en serbe cyrillique : Горња Козица) est un village de Bosnie-Herzégovine. Il est situé dans la municipalité de Sanski Most, dans le canton d'Una-Sana et dans la fédération de Bosnie-et-Herzégovine. Selon les premiers résultats du recensement bosnien de 2013, il compte 11 habitants.
Avant la guerre de Bosnie-Herzégovine, le village faisait entièrement partie de la municipalité de Sanski Most ; après la guerre, son territoire a été partiellement rattaché à la municipalité d'Oštra Luka nouvellement créée et intégrée à la république serbe de Bosnie.

## Démographie

### Évolution historique de la population dans la localité
| 1948 | 1953 | 1961 | 1971 | 1981 | 1991 | 2013 |
| ---- | ---- | ---- | ---- | ---- | ---- | ---- |
| -    | -    | 773  | 584  | 316  | 146  | 11   |

|  |

### Répartition de la population par nationalités (1991)
En 1991, les 145 habitants du village étaient tous serbes.

### Communauté locale
En 1991, Donja Kozica faisait partie de la communauté locale de Kozica qui comptait 850 habitants, répartis de la manière suivante :